# Ken Owens
Kenneth James Owens (Carmarthen, 3 gennaio 1987) è un rugbista a 15 britannico, internazionale per il Galles, che gioca nel ruolo di tallonatore con gli Scarlets.

## Biografia
Owens iniziò a giocare a rugby con il Carmarthen Athletic  prima di approdare, nel 2006, dopo una breve esperienza nel campionato gallese con la squadra dell'Università Metropolitana di Cardiff, in Celtic League con gli Scarlets.
L'anno successivo fece parte della nazionale gallese under-20 che disputò il Sei Nazioni di categoria.
Inserito nel Dream Team della stagione 2009-10 collezionò una presenza con i Barbarians affrontando il 30 maggio 2010 un XV dell'Inghilterra. L'anno seguente arrivò anche il debutto internazionale con il Galles, giocando contro la Namibia durante la Coppa del Mondo di rugby 2011. Owen disputò da titolare quattro partite del Sei Nazioni 2012 culminato con il Grande Slam del Galles, e giocò pure in tutte le partite della successiva vittoriosa edizione.
Fece parte della rosa gallese alla Coppa del Mondo di rugby 2015 e, due anni dopo, il C.T. Warren Gatland lo convocò nei British Lions per il loro tour in Nuova Zelanda, nel corso del quale scese in campo in sei incontri, due dei quali altrettanti test match contro gli All Blacks.

## Palmarès
- Pro12: 1
Scarlets: 2016-17